# 수잔 디올
수전 디올(Susan Diol, 1962년 5월 25일 ~ )은 미국의 배우이다.
마켓에서 태어났다.

## 출연 작품

### 영화
- Popeye Doyle (1986)
- Her Deadly Rival (1995)
- 리얼리티 (2014, Réalité)

### 텔레비전
- 코스비 가족 (1987-88)
- 우리 생애 나날들 (1990-91)
- 광속인간 샘 (1990-93)
- 원 라이프 투 리브 (1993-94)
- 의뢰인 (1995)
- 닥터 슬론 (1997)